# معادلات کوهن-شم
در فیزیک و شیمی کوانتومی، به‌طور خاص تئوری تابعی چگالی، معادله کوهن-شم (کان-شم) معادله شرودینگر تک الکترونی (واضح تر، معادله شبه شرودینگر) از یک سیستم فرضی (" سیستم کوهن شم ") از ذرات غیر برهمکنشی (معمولا الکترونی) است که همان چگالی الکترونی سیستم برهم کنشی را به دست می‌دهد. معادله کان-شم با استفاده از یک پتانسبل مؤثر موضعی فرضی خارجی تغریف می‌شود که در آن ذرات غیر برهم کنشی دارای حرکت هستند و این پتانسیل با vs(r) یا veff(r نشان داده می‌شود و به عنوان پتانسیل کوهن-شم شناخته می‌شود. از آنجا که ذرات موجود در سیستم کان-شم فرمینون‌های نابرهم‌کنشی هستند، تابع موج کان-شم یک دترمینان اسلیتر از حل مجموعه ای از اربیتالهاست که در کمینه انرزی خود قرار دارند.
{\displaystyle \left(-{\frac {\hbar ^{2}}{2m}}\nabla ^{2}+v_{\text{eff}}(\mathbf {r} )\right)\varphi _{i}(\mathbf {r} )=\varepsilon _{i}\varphi _{i}(\mathbf {r} ).}
این معادله ویژه مقداری مقدمه نمایش معادلات کوهن-شم است. در اینجا εi انرژی اربیتال کان-شم مداری φi است و چگالی برای یک سیستم N ذره‌ای عبارت است از
{\displaystyle \rho (\mathbf {r} )=\sum _{i}^{N}|\varphi _{i}(\mathbf {r} )|^{2}.}
معادلات کان-شم به نام‌های والتر کوهن و لو جئو شم (沈 呂 九) نامگذاری شده‌اند که این ایده را در سال ۱۹۶۵در دانشگاه کالیفرنیا سن دیگو کردند.

## پتانسیل کوهن-شم
در نظریه تابعی چگالی کوهن-شم، کل انرژی یک سیستم به عنوان تابعی از چگالی بار بیان شده‌است
{\displaystyle E[\rho ]=T_{s}[\rho ]+\int d\mathbf {r} \,v_{\text{ext}}(\mathbf {r} )\rho (\mathbf {r} )+E_{\text{H}}[\rho ]+E_{\text{xc}}[\rho ],}
که در آن T s را انرژی جنبشی کوهن-شم است، که در با بیان اوربیتال کوهن-شم به شکل زیر بیان می‌شد
{\displaystyle T_{s}[\rho ]=\sum _{i=1}^{N}\int d\mathbf {r} \,\phi _{i}^{*}(\mathbf {r} )\left(-{\frac {\hbar ^{2}}{2m}}\nabla ^{2}\right)\phi _{i}(\mathbf {r} ),}
که در آن v ext پتانسیل خارجی است که بر روی سیستم برهمکنشی (حداقل برای یک سیستم مولکولی، برهمکنش الکترون و هسته) عمل می‌کند، EH انرژی هارتری (یا کولمب) است.
{\displaystyle E_{\text{H}}={\frac {e^{2}}{2}}\int d\mathbf {r} \int d\mathbf {r} '\,{\frac {\rho (\mathbf {r} )\rho (\mathbf {r} ')}{|\mathbf {r} -\mathbf {r} '|}},}
و Exc انرژی تبادلی-همبستگی است. معادلات کوهن-شم بر مبنای تغییران انرژی کل با توجه بع یک مجموعه اربیتال‌ها بیان می‌شود که مقید به آن اربیتالهاست تا پتانسیل کوهن-شم به شکل زیر حاصل شود
{\displaystyle v_{\text{eff}}(\mathbf {r} )=v_{\text{ext}}(\mathbf {r} )+e^{2}\int {\frac {\rho (\mathbf {r} ')}{|\mathbf {r} -\mathbf {r} '|}}\,d\mathbf {r} '+{\frac {\delta E_{\text{xc}}[\rho ]}{\delta \rho (\mathbf {r} )}},}
که در آن
{\displaystyle v_{\text{xc}}(\mathbf {r} )\equiv {\frac {\delta E_{\text{xc}}[\rho ]}{\delta \rho (\mathbf {r} )}}}
پتانسیل تبادلی-همبستگی است. این اصطلاح و بیان انرژی مربوطه، تنها عبارت ناشناخته‌ها در رهیافت کوهن-شم در نظریه تابعی چگالی است. تقریبی که در آن اربیتال‌ها تغییر نمی‌کنند تئوری تابعی هریس است.
به‌طور کلی انرژی مداری کوهن شم εi معنای فیزیکی کمی دارد (به قضیه کوپمانز مراجعه کنید). مجموع انرژی‌های اربیتالی مربوط به انرژی کل به شکل زیر است
{\displaystyle E=\sum _{i}^{N}\varepsilon _{i}-E_{\text{H}}[\rho ]+E_{\text{xc}}[\rho ]-\int {\frac {\delta E_{\text{xc}}[\rho ]}{\delta \rho (\mathbf {r} )}}\rho (\mathbf {r} )\,d\mathbf {r} .}
از آنجا که انرژی اربیتالی تحت قیود کلی حالت لایه باز نایکتا هستند، این معادله فقط در مورد انتخابهای خاص اربیتال‌های انرژی صادق است (به قضیه کوپمانز مراجعه کنید).